# Rimularia subpsephota
Rimularia subpsephota är en lavart som beskrevs av Fryday. Rimularia subpsephota ingår i släktet Rimularia och familjen Trapeliaceae.   Inga underarter finns listade i Catalogue of Life.